# Bezirksversammlung

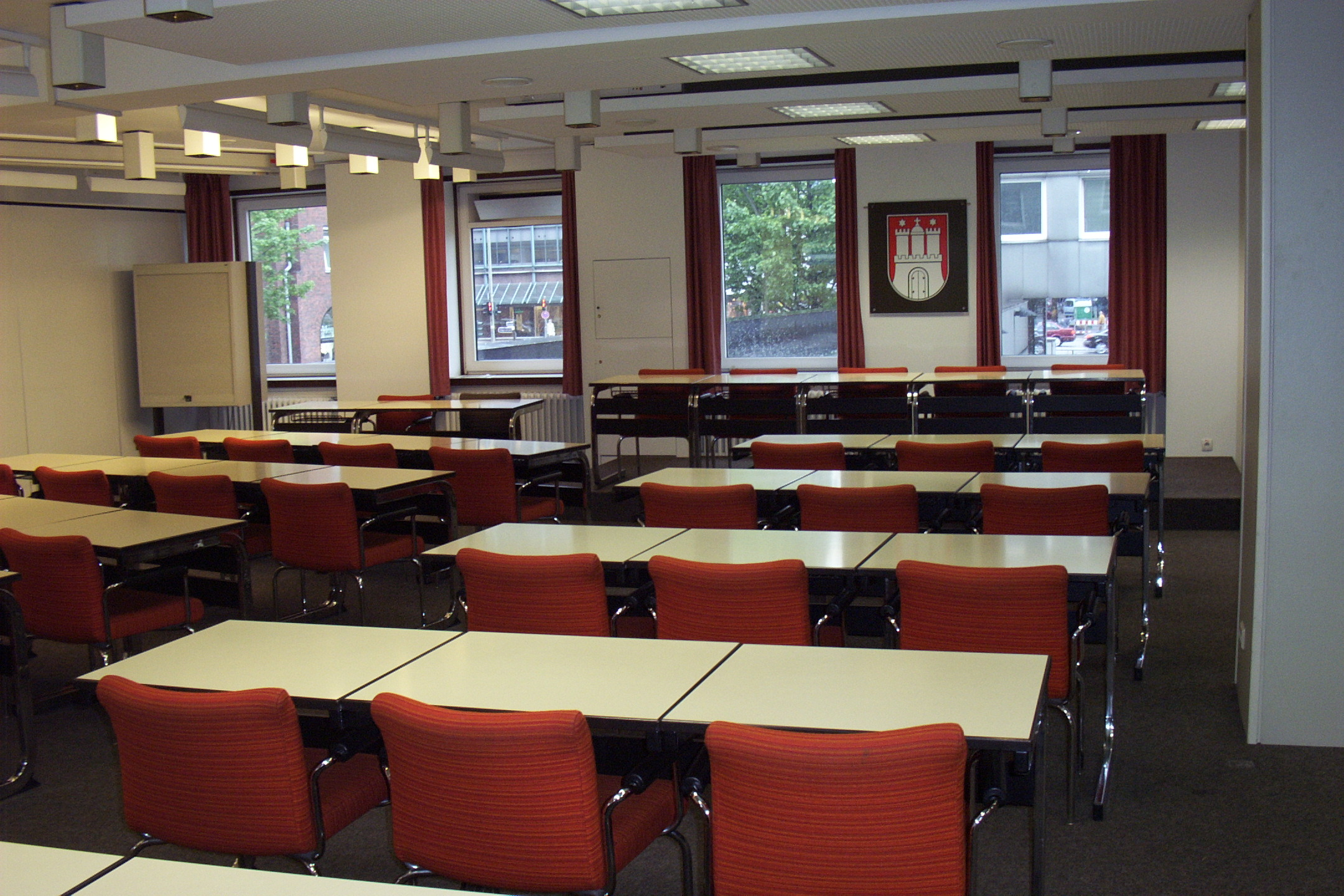
Alter Sitzungssaal der Bezirksversammlung Hamburg-Mitte im City-Hof (1958–2018)

Eine Bezirksversammlung (BV) ist in der Freien und Hansestadt Hamburg die Bezeichnung für den nach parlamentarischen Prinzipien arbeitenden Verwaltungsausschuss, der jedem Bezirksamt der sieben Hamburger Bezirke Altona, Bergedorf, Eimsbüttel, Hamburg-Mitte, Hamburg-Nord, Harburg und Wandsbek zugeordnet ist. Die Mitglieder einer Bezirksversammlung werden durch allgemeine, freie, gleiche und geheime Wahlen bestimmt.

## Allgemeines

### Aufgaben und Arbeitsweise
Die Bevölkerung wirkt über die jeweilige Bezirksversammlung (BV) an den Angelegenheiten des Bezirks und der Erfüllung der Aufgaben des Bezirksamtes mit. Die BV wählt seit 1978 den Bezirksamtsleiter (vorher: Ernennung durch den Senat). Zudem unterstützt sie das jeweilige Bezirksamt, dessen Hauptaufgaben in den Bereichen Baurecht und Verkehrsplanung zu sehen sind.
Es handelt sich bei den Bezirksversammlungen um Verwaltungsausschüsse, die nach parlamentarischen Prinzipien arbeiten und deren Außenvertretung das jeweils Vorsitzende Mitglied übernimmt. Die Arbeit der Mitglieder der Bezirksversammlung erfolgt im Hauptausschuss, der sich mit überregional bedeutenden und organisatorischen Angelegenheiten befasst, und von Wahlperiode zu Wahlperiode variierenden Fach- und Spezialausschüssen. Zur Mitarbeit in den Ausschüssen können die in der Bezirksversammlung vertretenen Fraktionen ergänzend Nichtmitglieder als „kundige Bürger“ entsenden.
In der Einheitsgemeinde Hamburg verfügen die Bezirksversammlungen nicht über das Recht, eine Gebührensatzung (Steuern) zu beschließen. Hingegen hat die Hamburgische Bürgerschaft das Recht, als Landesparlament in der Einheitsgemeinde Hamburg zu allen Angelegenheiten Beschlüsse zu fassen. Die Beschlüsse und Prüfaufträge einer BV sind als politische Mehrheitsentscheidungen eine Verbindlichkeit für das Verwaltungshandeln der jeweiligen Bezirksämter.

### Zusammensetzung
Jede Bezirksversammlung besteht aus 41, seit den Wahlen 2008 – in Relation zur Bevölkerungsanzahl im betreffenden Bezirk – aus 45 bis 57 Mitgliedern. Anfang der 1960er Jahre erfolgte eine Reform, bei der aus „Bezirksverordneten“ dann „Mitglieder der Bezirksversammlung“ (umgangssprachlich: Bezirksabgeordnete) wurden und der vormalige „Bezirksausschuß“ zur selbständigeren Bezirksversammlung wurde. Da es sich nicht um Mitglieder eines Parlaments handelt, ist für die Mitglieder der Bezirksversammlungen kein Mandatskürzel „MdBV“ vorgesehen; von manchen Bezirksversammlungsmitgliedern wird es trotzdem verwendet.
Wahlberechtigt sind gem. § 6 Abs. 1 des Hamburger Gesetzes über die Wahl zu den Bezirksversammlungen (BezVWG) grundsätzlich alle im entsprechenden Bezirk ansässigen Unionsbürger. Die Wählbarkeit wird gem. § 10 Abs. 1 BezVWG durch die Wahlberechtigung vermittelt. Die Bezirksversammlungen sollten nach dem im Jahre 2004 durch Volksentscheid in Kraft getretenen Wahlrecht in Hamburg alle fünf Jahre, parallel zur Europawahl, gewählt werden. Damit sollte die Bedeutung der Bezirksversammlungen erhöht werden. Durch vom Senat unter Missachtung des Volksentscheids mit den Stimmen der damaligen Regierungsfraktion CDU und gegen die Stimmen der übrigen Bürgerschaftsfraktionen beschlossene Änderungen am Wahlrecht wurden die Bezirksversammlungen bis Februar 2011 weiterhin parallel zur Bürgerschaftswahl gewählt.
Seit der Europawahl am 25. Mai 2014 finden die Wahlen zur Bezirksversammlung parallel zu dieser statt. Seit 2014 gilt außerdem eine neue Wahlkreiseinteilung: Wurde zuvor in den 17 Bürgerschaftswahlkreisen gewählt, gibt es nun 54 Wahlkreise (7 bis 9 pro Bezirk). Wahlberechtigt sind alle deutschen Staatsangehörigen sowie Staatsangehörige der übrigen Mitgliedsstaaten der Europäischen Gemeinschaft (Unionsbürger), die das 16. Lebensjahr vollendet und seit mindestens drei Monaten in dem jeweiligen Bezirk ihre Wohnung haben.
Die reguläre Anzahl der Sitze wechselte mehrfach seit dem ersten Bezirksverwaltungsgesetz von 1949: Damals wurden für fünf Bezirksversammlungen je 40 Abgeordnete festgelegt, Wandsbek und Harburg erhielten 50. 1974 wurde die Anzahl einheitlich auf 40 Mitglieder begrenzt, 1993 erfolgte eine Erhöhung auf 41, um Patt-Situationen bei Abstimmungen zu vermeiden.
| Bezirk        | 1949 | 1974 | 1993 | 2008 |
| ------------- | ---- | ---- | ---- | ---- |
| Hamburg-Mitte | 40   | 40   | 41   | 51   |
| Altona        | 40   | 40   | 41   | 51   |
| Eimsbüttel    | 40   | 40   | 41   | 51   |
| Hamburg-Nord  | 40   | 40   | 41   | 51   |
| Wandsbek      | 50   | 40   | 41   | 057  |
| Bergedorf     | 40   | 40   | 41   | 45   |
| Harburg       | 50   | 40   | 41   | 51   |

Mit Wirkung der Wahlen vom 24. Februar 2008 wurde die Anzahl der Mandate nach der Einwohnerzahl der Bezirke gestaffelt: Seitdem werden in Bezirken mit bis zu 150.000 Einwohnern 45, in solchen mit bis zu 400.000 Einwohnern 51 und in Bezirken mit über 400.000 Einwohnern 57 Mitglieder gewählt. Das ergibt in fünf Bezirksversammlungen je 51, in Bergedorf 45 und in Wandsbek 57 Sitze.
Diese Mindestzahl der Mandate kann sich durch direkt gewählte Einzelbewerber, durch Erhöhungsmandate aufgrund der Mehrheitsklausel sowie im Falle von Überhangmandaten durch Ausgleichsmandate erhöhen.

### Entschädigungsleistungen
Die Mitglieder einer Bezirksversammlung erhalten eine steuerfreie Aufwandsentschädigung von 1.054,31 Euro (Stand: 2025) nach dem Entschädigungsleistungsgesetz, wobei das vorsitzende Mitglied die drei- und seine Stellvertreter die zweifache Aufwandsentschädigungshöhe erhalten. Außerdem bekommen die Mitglieder und „kundigen Bürger“ für die Teilnahme an jeder Ausschusssitzung und den Fraktionssitzungen zusätzlich jeweils 40 Euro. (Stand: 2025)
Zahlungen können zudem für durch Sitzungen entstandenen Lohn- oder Gehaltsausfall beansprucht werden. Zusätzlich wird auf Antrag eine Pauschale für IT-Nutzung in Höhe von 1.200 Euro (Stand: 2025) ausgezahlt. Auf Antrag erhalten zubenannte und auch zugewählte Bürger eine Pauschale für IT-Nutzung in Höhe von 800 Euro. (Stand: 2025)
Es besteht außerdem Anspruch auf einen Fahrberechtigungsausweis, bei Verzicht werden
pauschal 55,10 Euro/Monat (Stand: 2025) gezahlt. Dieser wird auf Antrag ebenfalls für zubenannte und auch zugewählte Bürger ausgezahlt. Auf Antrag erhalten die Mitglieder der Bezirksversammlung für in ihrem Haushalt lebende Kinder, die noch nicht das vierzehnte Lebensjahr vollendet haben, eine Entschädigung für Kinderbetreuungsaufwand in Höhe von 35 Euro für das erste, 30 Euro für das zweite und 25 Euro (Stand: 2025) für das dritte Kind je Sitzung – gleiches gilt für zubenannte und zugewählte Bürger.

### Sitzverteilung nach der Bezirksversammlungswahl 2024
| Bezirk              | SPD | Grüne | CDU | Linke | AfD | FDP | Volt | Sitze |
| ------------------- | --- | ----- | --- | ----- | --- | --- | ---- | ----- |
| Hamburg-Mitte       | 14  | 11    | 8   | 8     | 5   | 2   | 3    | 51    |
| Altona              | 11  | 14    | 9   | 7     | 3   | 4   | 3    | 51    |
| Eimsbüttel          | 12  | 15    | 10  | 5     | 3   | 3   | 3    | 51    |
| Hamburg-Nord        | 12  | 15    | 10  | 4     | 3   | 4   | 3    | 51    |
| Wandsbek            | 16  | 11    | 16  | 4     | 6   | 4   | —    | 57    |
| Bergedorf           | 12  | 7     | 13  | 4     | 7   | 2   | —    | 45    |
| Harburg             | 15  | 8     | 12  | 4     | 7   | 2   | 3    | 51    |
| Summe aller Bezirke | 92  | 81    | 78  | 36    | 34  | 21  | 15   | 357   |

(Stand: 10. Juni 2024)

## Bezirksversammlung Altona

### Geschichte
Der Bezirksausschuss des Bezirks Altona wurde 1949 erstmals gewählt. In ihm saßen 17 Mitglieder der SPD, 16 des Vaterstädtischen Bundes Hamburg (Zusammenschluss von CDU, FDP und DKP), 5 der Deutschen Partei und 2 der Kommunistischen Partei Deutschlands (KPD). Als kommissarischer Bezirksamtsleiter fungierte der gebürtige Ottensener und Altonaer Senator a. D. August Kirch (SPD).
1950 wurde Kirch mit 24 zu 17 Stimmen als Bezirksleiter gewählt und als sein Stellvertreter der spätere Erste Bürgermeister Kurt Sieveking (CDU).
Nach der Wahl 2004 bildete sich in der Altonaer Bezirksversammlung erstmals in Hamburg eine Koalition aus CDU und GAL. Auch die erste grün-rote Koalition in diesem Bundesland war in der BV Altona geschlossen worden; sie hielt von 1994 bis 1997. 2003 wählten CDU, Schill-Partei und FDP das FDP-Mitglied Hinnerk Fock, der zuvor Protokollchef im Hamburger Rathaus gewesen war, als Nachfolger von Uwe Hornauer (SPD) zum neuen Bezirksamtsleiter. Nach der Neuwahl im Februar 2004, in deren Folge die Schill-Partei und FDP nicht mehr in der Bezirksversammlung vertreten waren, bildeten CDU und GAL die erste schwarz-grüne Koalition in Hamburg. Diese wählte am 28. Juni 2007 Fock als Bezirksamtsleiter ab und den früheren CDU-Bürgerschaftsabgeordneten Jürgen Warmke-Rose, der 1993 die Partei verlassen hatte, zu dessen Nachfolger. Bei den Bezirksversammlungswahlen 2011 verlor die schwarz-grüne Koalition aufgrund der Stimmenverluste der CDU ihre Mehrheit; danach kam es erneut zu einer rot-grünen Koalition.

### Sitzung der Bezirksversammlung
Die 51 (vor 2008: 41) gewählten Mitglieder bilden die Bezirksversammlung Altona. Die Bezirksversammlung unterhält zehn Ausschüsse und einen Unterausschuss, die in der Regel öffentlich tagen. Die Plenarsitzungen werden mit einer „Öffentlichen Fragestunde“ begonnen, in der Bürger aus dem Bezirk Altona die Möglichkeit haben, für 30 Minuten Fragen zu Themen der Sitzung an die Fraktionen zu stellen. Seit der Änderung der Geschäftsordnung im Sommer 2011 müssen diese Fragen bis eine Stunde vor der Sitzung schriftlich eingereicht werden.

### Aktuelle Wahlperiode
Bei der Wahl am 26. Mai 2019 verlor die SPD knapp 10 % der Stimmen und musste mit 20,4 % der gültigen Bezirksstimmen bzw. 11 Mandaten den Status als stärkste Fraktion an die Grünen abtreten, die sich um 13 Prozentpunkte auf 35,1 % und 18 Sitze verbesserten. Die CDU erreichte 16,6 % der Stimmen (minus 6,7 Prozentpunkte) und neun Sitze (minus drei). Die Linke mit 14,8 % (plus 0,8 Prozentpunkte) und acht Sitzen (plus zwei) und die FDP mit 6,8 % (plus 2,4 Prozentpunkte) und drei Sitzen (plus einen) konnten hinzugewinnen. Die AfD konnte sich mit 4,4 % (plus 1,1 Prozentpunkte) und zwei Sitzen (unverändert) ebenfalls verbessern, ohne einen Fraktionsstatus erreichen zu können.

## Bezirksversammlung Bergedorf
Bei der Bezirksversammlungswahl am 26. Mai 2019 zogen bei einer Wahlbeteiligung von 53,6 % sechs Parteien in die Bezirksversammlung ein. Stärkste Partei wurde trotz Verlusten von knapp 13 Prozentpunkten mit 26,4 % der Bezirksstimmen und 12 Sitzen (minus sieben) erneut die SPD. Die CDU erreichte 24,3 % (minus 4,2 Prozentpunkte) und somit 11 Mandate (minus drei), die Grünen 21,9 % (plus 9,6 Prozentpunkte) und zehn Sitze (plus vier), die Linke 10,5 % (plus 1,3 Prozentpunkte) und fünf Mandate (plus eins) und die AfD mit 8,5 % (plus 4,0 Prozentpunkte) und vier Mandaten (plus zwei). Die FDP kehrte mit 5,5 % (plus 3,3) und drei Mandaten nach fünf Jahren in die Bezirksversammlung zurück und erreichte erstmals seit den Wahlen von 1991 wieder einen Fraktionsstatus. Die Freien Wähler verpassten mit 2,9 % der Stimmen knapp den Einzug in die Bezirksversammlung Bergedorf.

## Bezirksversammlung Eimsbüttel
In Eimsbüttel bestand mehrere Wahlperioden lang eine rot-grüne Koalition. Diese verpasste bei der Bezirksversammlungswahl 2008 zwar die Mehrheit, fasste aber als „Kernbündnis mit wechselnder Unterstützung“ weiter Beschlüsse. Ab 2011 stellte rot-grün wieder eine eigene Mehrheit. Am 15. Dezember 2016 wurde der vorherige Wirtschafts- und Baudezernent Kay Gätgens (SPD) durch diese Koalition zum Bezirksamtsleiter gewählt.
Bei der Wahl am 26. Mai 2019 verlor die SPD gut zehn Prozentpunkte und wurde mit 23,1 % und 12 Mandaten (minus sechs) zweitstärkste Kraft. Sie wurde von ihrem Koalitionspartner, den Grünen, abgelöst, die mit 37,2 % (plus 14,1 Prozentpunkte) und 19 Sitzen (plus sieben) nun die stärkste Fraktion im Bezirk stellen. Die CDU konnte mit 16,3 % der Bezirksstimmen (minus 6,4 Prozentpunkte) 9 Mandate erringen (minus drei). Die Linke erhielt 10,4 % (plus 0,6 Prozentpunkte) und konnte ihre fünf Sitze halten. Die FDP wurde mit 6,5 % (plus 2,0 Prozentpunkte) fünftstärkste Kraft und erhielt drei Abgeordnete (plus eins). Die AfD erreichte mit 4,9 % (plus 1,0 Prozentpunkte) der Stimmen und ebenfalls drei Mandaten (plus eins) erstmals Fraktionsstatus.
Am 26. September 2019 unterzeichneten Grüne und CDU einen Koalitionsvertrag, durch den die rot-grüne Koalition abgelöst wurde. Am 28. November 2019 beantragten Grüne und CDU, den bisherigen Bezirksamtsleiter Kay Gätgens durch die ehemalige Bürgerschaftsabgeordnete Katja Husen von den Grünen zu ersetzen. Auf sie entfielen 25 der 28 Stimmen der grün-schwarzen Koalition, womit Gätgens im Amt blieb, weil die notwendige Mehrheit um eine Stimme verfehlt wurde. Auch im zweiten Anlauf am 19. Dezember 2019 scheiterte Husen mit nur 25 Stimmen.

## Bezirksversammlung Hamburg-Mitte

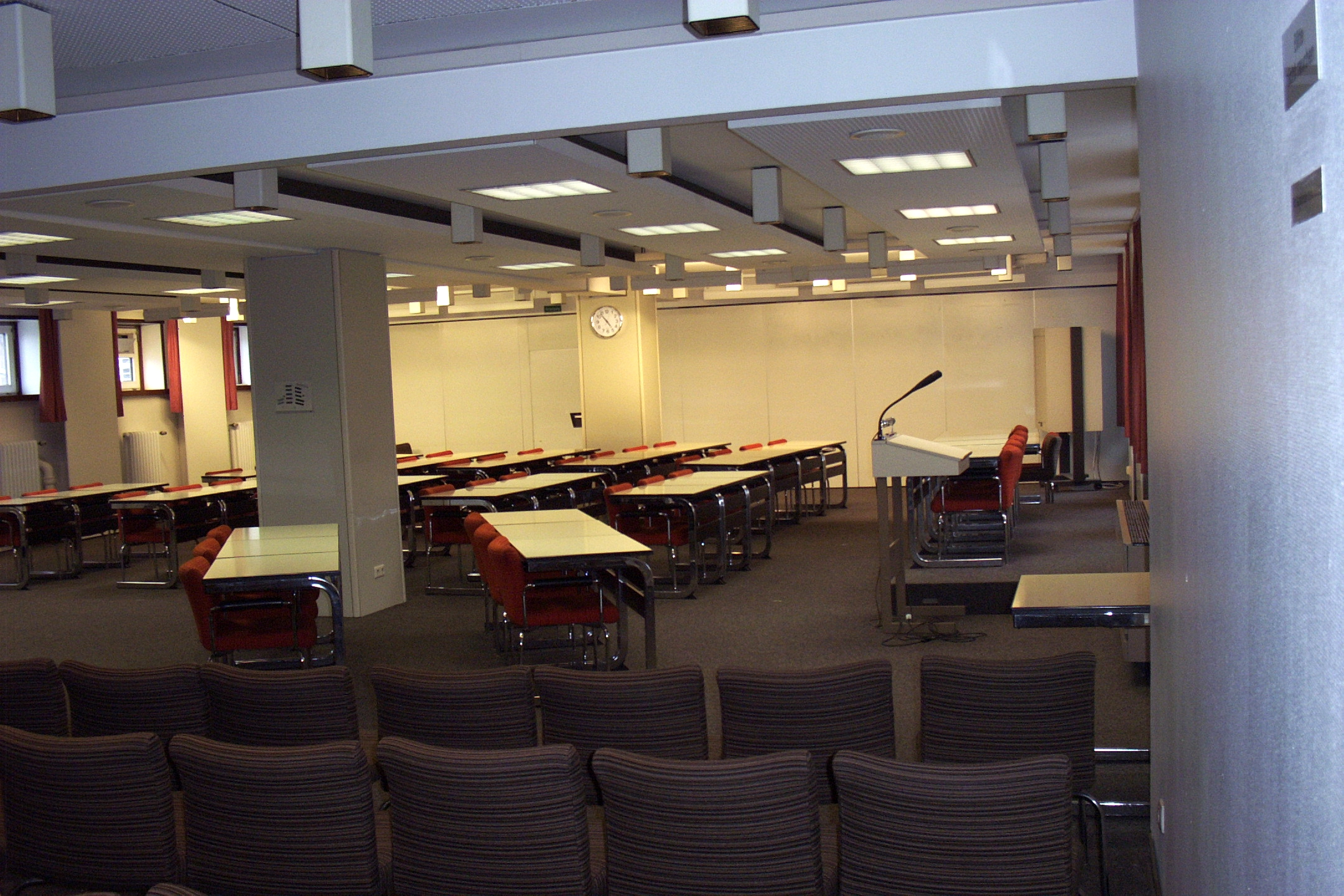
Blick vom Besucherbereich ins Plenum des alten Sitzungssaals (2001)

### Geschichte
In Hamburg-Mitte bestand von 2004 bis 2011 eine rot-grüne Koalition. Seit den Bezirksversammlungswahlen 2011 stellt die SPD die stärkste Fraktion, die eine absolute Mehrheit um eine Stimme verpasste. Beschlüsse erfolgten darum mit wechselnden Mehrheiten. Bezirksamtsleiter war Markus Schreiber (SPD), der am 9. Februar 2012 seinen Rücktritt erklärte, nachdem ein elfjähriges Mädchen, das sich in einer Pflegefamilie unter Aufsicht des bezirklichen Jugendamtes befand, an einer Überdosis Methadon gestorben war. Am 26. April 2012 wurde der Sozialdemokrat Andy Grote mit 33 von 50 Stimmen von der Bezirksversammlung zum neuen Bezirksamtsleiter gewählt. Nachdem Grote 2016 zum Innensenator Hamburgs ernannt worden war, folgte ihm der bisherige SPD-Fraktionschef Falko Droßmann nach.
In der Wahlperiode 2019–2024, spaltete sich die Grünen-Fraktion Gut zwei Wochen nach der Wahl, nachdem die Parteiführung gegen zwei neugewählte Mitglieder Extremismusvorwürfe erhob. Vier weitere Mitglieder solidarisierten sich mit den Betroffenen und beteiligten sich darum nicht an der Fraktionskonstituierung. Ob diese sechs Mitglieder der Bezirksversammlung eine eigene Fraktion gründen, stand zu dem Zeitpunkt noch nicht fest. Am Folgetag wurde bekannt, dass einer der beiden Mitglieder zu Spenden für Ansaar International (islamische Hilfsorganisation) aufgerufen haben soll, während der andere Millî Görüş (islamische Bewegung) nahestehen soll. Seit der konstituierenden Sitzung der Bezirksversammlung traten die sechs grünen Abgeordneten, die sich nicht an der Konstituierung der Grünen-Fraktion beteiligten, als Fraktion „Grüne 2“ auf. Am 2. Oktober 2019 gaben die Mitglieder der „Grüne-2-Fraktion“ auf einer Pressekonferenz bekannt, dass sie die Grünen verlassen und zur SPD wechseln. Die SPD-Fraktion ist dadurch mit 20 Abgeordneten stärkste Fraktion in der Bezirksversammlung. Anschließend einigten sich SPD, CDU und FDP auf einen Koalitionsvertrag, der Anfang Dezember 2019 unterschrieben wurde. Nachdem Falko Droßmann bei der Bundestagswahl 2021 den Wahlkreis 18 gewonnen hatte, wurde Ralf Neubauer am 10. Januar 2022 Bezirksamtsleiter.

### Aktuelle Wahlperiode
Bei der Bezirksversammlungswahl am 9. Juni 2024 erhielten die Grünen 21,1 % und mussten somit hohe Verluste von −8,3 % hinnehmen. Die SPD konnte sich mit 28,5 % (+1,4 %) als Wahlsieger behaupten und würden damit wieder stärkste Kraft. Die CDU erreichte mit 15,4 % eine Verbesserung um 3,5 % und haben die Linke als drittstärkste Kraft abgelöst. Die Linke kam auf 14,8 % und somit, trotz leichten Verlusten (−0,8 %), auf den vierten Platz. Die AfD konnte mit einem Ergebnis von 10,2 % wiederholt ein Stimmenzuwachs (+2,5 %) verzeichnen. Die FDP blieb bei 4,8 % stabil, verlor aber trotzdem ein Sitz. Volt trat zum ersten Mal auf Bezirksebene an und erhielt 5,1 % der Stimmen.
| Partei | Bezirksstimmen | Differenz | Sitze | Differenz |
| ------ | -------------- | --------- | ----- | --------- |
| SPD    | 28,5 %         | +1,4 %    | 14    | ± 0       |
| Grüne  | 21,1 %         | −8,3 %    | 11    | - 5       |
| CDU    | 15,6 %         | +3,5 %    | 8     | + 2       |
| Linke  | 14,8 %         | −0,8 %    | 8     | ± 0       |
| AfD    | 10,2 %         | +2,5 %    | 5     | + 1       |
| Volt   | 5,1 %          | neu       | 3     | + 3       |
| FDP    | 4,8 %          | −0,0 %    | 2     | - 1       |

Obwohl die Koalition aus SPD, CDU und FDP insgesamt Stimmen hinzugewinnen konnte, hat der Einzug einer siebten Partei, Volt, zu den Verlust der Koalitionsmehrheit geführt.

### Sitzungsort der BV Hamburg-Mitte
Die Bezirksversammlung Hamburg-Mitte (bzw. ihre Vorgängerin) hatte seit 1958 im City-Hof ihren Sitz. Ab Juni 2018 tagt die BV in einem neuen Sitzungssaal im 11. Stock in der Caffamacherreihe 1–3, der auch von der Kaiser-Wilhelm-Straße 20 zugänglich ist. Der Umzug der Bezirksversammlung wurde durch den Abriss der City-Hof-Hochhäuser erforderlich.

## Bezirksversammlung Hamburg-Nord
Nach den Wahlen von 2008 verfügten CDU und GAL zunächst über eine Mehrheit, konnten sich aber über einen Nachfolger für den 2008 ausgeschiedenen Bezirksamtsleiter Matthias Frommann (SPD), seit 1996 im Amt, nicht verständigen. Im April 2009 setzte sich der Fraktionsvorsitzende der SPD in der Bezirksversammlung, Wolfgang Kopitzsch, mit den Stimmen von SPD, Linken, FDP und zwei ehemaligen Abgeordneten der GAL bei der Neuwahl des Bezirksamtsleiters durch. Am 18. Januar 2012 wurde er zum Polizeipräsidenten der Freien und Hansestadt Hamburg ernannt.
2011 konnte die SPD erstmals seit den Wahlen von 2001 den Status als stärkste Kraft erlangen, verfehlte jedoch die absolute Mehrheit um zwei Sitze. Dagmar Wiedemann (SPD) wurde zur neuen Vorsitzenden der Bezirksversammlung gewählt. Die SPD schloss mit der FDP einen Koalitionsvertrag für die laufende Wahlperiode. Im August 2012 wurde der bisherige stellvertretende Bezirksamtsleiter Harald Rösler (SPD) mit 49 von 51 Stimmen zum neuen Bezirksamtsleiter gewählt.
Am 12. April 2018 wählte die seit 2014 bestehende rot-grüne Koalition die bisherige Sozialdezernentin Yvonne Nische (SPD) gegen die FDP-Kandidatin Petra Wichmann-Reiß mit 33 zu 11 Stimmen bei 4 Enthaltungen und einer ungültigen Stimme (ein AfD-Abgeordneter war nicht anwesend, ein Mandat war wegen des Todes eines Linken-Abgeordneten vakant) zur neuen Bezirksamtsleiterin. Da gegen sie im Rahmen der sogenannten „Ticket-Affäre“ um Freikarten für das Konzert der Rolling Stones im Hamburger Stadtpark im Oktober 2017 ermittelt wurde, ernannte sie der Senat jedoch nicht. Im Januar 2019 erklärte Nische, für das Amt nicht mehr zur Verfügung zu stehen. Am 23. Januar 2019 wurde gegen sie Anklage wegen Vorteilsannahme und Verleitung eines Untergebenen zu einer Straftat erhoben.
Bei der Wahl am 26. Mai 2019 verlor die SPD über 13 Prozentpunkte und wurde mit 20,8 % und elf Sitzen (minus sechs) zweitstärkste Kraft. Die Grünen konnten mit 35,7 % (plus 14,6 Prozentpunkte) und 19 Sitzen (plus acht) als stärkste Fraktion im Bezirk hervorgehen. Die CDU erreichte mit 17,5 % (minus 6,2) zehn Sitze (minus zwei), während die Linke mit 9,6 % (plus 0,1) und 5 Sitzen unverändert blieb. Die FDP erreichte mit 7,7 % der Stimmen (plus 3,4 Prozentpunkte) ihr bestes Bezirksergebnis in Hamburg und kam auf vier Sitze (plus zwei). Die AfD verpasste mit 4,6 % (plus 0,9 Prozentpunkte) und zwei Mandaten erneut den Fraktionsstatus. Die Piraten, die 2014 zwei Mandate errungen hatten), kamen auf 1,1 % (minus 2,4 Prozentpunkte) und schieden darum aus der Bezirksversammlung aus.

## Bezirksversammlung Harburg
Die SPD-Fraktion der Bezirksversammlung Harburg wählte am 29. November 2011 den amtierenden Bezirksamtsleiter Torsten Meinberg (CDU) ab und wählte mit Unterstützung der FDP-Fraktion den damaligen Bürgerschaftsabgeordneten Thomas Völsch (SPD) zum neuen Amtsleiter. Nach Völschs Tod am 28. November 2017 wurde 2018 die parteilose Sophie Fredenhagen von der SPD, den Grünen und der Linken zur neuen Bezirksamtsleiterin gewählt.
Bei der Bezirksversammlungswahl am 26. Mai 2019 zogen sechs Parteien in die Bezirksversammlung ein. Stärkste Fraktion wurde erneut die SPD, die mit 27,1 % (minus 11,5 Prozentpunkte) und 14 Sitzen (minus sechs) Stimmen und Mandate verlor. Die Fraktion der Grünen verdoppelte sich auf 25,8 % (plus 12,3 Prozentpunkte) und 14 Sitze (plus sieben). Die CDU erreichte 19,4 % (minus 7,2) und damit zehn Mandate (minus vier). Unverändert blieb die Linke, die 9,3 % (plus 0,4) und fünf Sitzen erreichte. Die AfD erreichte mit 10,2 % (plus 4,0 Prozentpunkte) der Stimmen und fünf Mandaten (plus zwei) ihr bestes Bezirksergebnis in Hamburg. Auch die FDP konnte sich auf 6,0 % (plus 1,6 Prozentpunkte) und drei Mandate steigern. Die erstmals angetretenen Neuen Liberalen, die während der vergangenen Wahlperiode durch Übertritte von SPD und Grünen Fraktionsstatus erreicht hatten, scheiterten mit 2,2 % an der Sperrklausel von drei Prozent.

## Bezirksversammlung Wandsbek
Nach der Bezirksversammlungswahl 2008 wurde in Wandsbek die einzige CDU/FDP-Koalition in einem Hamburger Bezirk gebildet. Nachdem diese bei der Bezirksversammlungswahl 2011 aufgrund der Verluste der Christdemokraten ihre Mehrheit verloren hatte, kam es stattdessen zur Bildung einer rot-grünen Koalition. Die Koalitionsfraktionen wählten die bisherige Bezirksamtsleiterin Cornelia Schroeder-Piller (CDU) ab und ersetzten sie durch den ehemaligen SPD-Fraktionsvorsitzenden in der Bezirksversammlung Thomas Ritzenhoff.
Bei der Wahl am 26. Mai 2019 wurde die SPD mit 26,7 % (minus 11,2 Prozentpunkte) und 16 Sitzen (minus sieben) erneut stärkste Kraft. Die Grünen gewannen mit 26,3 % (plus 13,1 Prozentpunkte) und 15 Mandaten (plus sieben) hinzu. Die CDU verlor fast sieben Prozentpunkte und kam auf 22,2 % der Stimmen bzw. 13 Sitze (minus vier). Die AfD gewann mit 7,7 % der Stimmen (plus 2,2 Prozentpunkte) und fünf Mandaten zwei Sitze hinzu. Die Linke blieb mit 7,2 % und vier Sitzen unverändert. Ebenfalls vier Sitze (plus zwei) erreichte die FDP, für die 7,0 % der Stimmen (plus 3,1 Prozentpunkte) abgegeben wurden.